# まるごと!エンタメ〜ション
『まるごと! エンタメ〜ション』（まるごとエンタメーション）はSTVラジオで2016年4月4日から放送されている生ワイド番組。

## 概要
これまでの『生活情報バラエティ わくわくラジオ』の一部と『吉川のりおの聞いてナットク のりのりラジオ』の前半枠を再編した上で、平日 13時 - 16時の放送枠として再出発した。
『「話題」と「笑い」の3時間エンタメショー! 』をコンセプトに、音楽を中心にしたエンタメ情報を「リアルタイム」に伝える。
2017年度に番組をリニューアルしたのち、2018年4月2日より『情報アライブ』の前半部分を吸収して、3時間から4時間に放送時間を拡大。
2021年3月29日より番組をリニューアルして、13時 - 16時の3時間に放送時間を縮小。
2023年10月2日より放送時間を変更し、月曜は14時 - 18時で再度放送時間を拡大、火曜 - 金曜は14時 - 17時となる。
2023年10月から全曜日で14時 - 17時となり、2025年4月から金曜の放送をなくし、月曜から木曜に縮小し、13時 - 16時45分に放送時間を変更。あわせて本番組のアシスタントである油野と駒澤が担当曜日のパーソナリティをつとめるまるごとプラスが17時45分 - 17時57分に放送開始。

## パーソナリティ
- 佐々木たくお（札幌スーパーギャグメッセンジャーズ）
- 油野純帆（STVアナウンサー）：2024年4月1日 - 、月・火曜日担当。
  - 2023年4月5日 - 2024年3月29日、水 - 金曜日担当。
- 駒澤清華（サンミュージック所属）：2025年4月2日 - 、水・木曜日担当。
  - 2024年4月3日 - 2025年3月28日、水 - 金曜日担当。

中継リポーター
- しろっぷ（ひろし・じゅんぺい）：2025年3月31日 - 、月・火、木曜日担当。
  - 2021年3月29日 - 2025年3月28日、月・火・金曜日担当。
  - 2016年4月4日 - 2021年3月26日、月 - 金曜日 担当。
  - 2022年3月17・18日、佐々木たくおのリフレッシュ休暇に伴うメインパーソナリティ代演（じゅんぺいのみ）。
- 36号線（大田黒ヒロタカ・ササキサキ）：2025年4月2日 - 、水曜日担当。
  - 2021年3月31日 - 2025年3月27日、水・木曜日担当。
  - 2022年3月15・16日、佐々木たくおのリフレッシュ休暇に伴うメインパーソナリティ代演（大田黒のみ）。
- 今朝丸仁美：2025年3月31日 - 、月 - 水曜16時台 ランラン号時代から引き続き担当。

代理パーソナリティ
- 2019年7月25日：パーソナリティシャッフルDAY!（番組毎にパーソナリティが入れ替わる企画）により下記のパーソナリティが担当。
  - 箕輪直人（13:01 - 13:53）、片山雅子（14:00 - 14:52）、ケンタ（15:00 - 15:48）、明石英一郎（16:01 - 16:58）
- 2020年4月 - 5月：緊急事態宣言中の代理担当。
  - 草野あずみ
  - ランラン号（加茂静夏・加藤稚菜）
  - 田村みなみ
- 2021年8月25日 - 27日：番組関係者の新型コロナウイルス感染に伴い、下記のパーソナリティが担当。
  - 8月25日：木村洋二（STVラジオ取締役エグゼクティブアナウンサー／当時／15時台のみ）、吉川のりお（STVアナウンサー／開始 - 14時台）、中嶋あゆみ（フリーアナウンサー／開始 - 終了）
  - 8月26日：村岡啓介（FMおたる）、久保朱莉（STVアナウンサー／当時）
  - 8月27日：北本隆雄（STVアナウンサー）、渋谷もなみ（フリーアナウンサー）
- 2021年9月1日 - 2日：兼子の代理として、熊谷明美（STVアナウンサー）が出演。
- 2021年11月22日 - 11月26日：兼子の夏休みに伴う代演として下記のパーソナリティが担当。
  - 11月22日：久保朱莉
  - 11月23日：加茂静夏（元ランラン号）
  - 11月24日・26日：熊谷明美
  - 11月25日：佐々木美波（STVアナウンサー）
- 2022年3月14日 - 3月18日：佐々木のリフレッシュ休暇の為、下記のパーソナリティーが担当。
  - 3月14日：村岡啓介
  - 3月15・16日：大田黒ヒロタカ（36号線）
  - 3月17・18日：じゅんぺい（しろっぷ）
- 2022年7月8日：兼子の代理として、久保朱莉が出演。
- 2022年11月23 - 25日：兼子のリフレッシュ休暇に伴う代理として、23 - 24日は熊谷明美、25日は庭野ほのかが出演。
- 2022年12月7日 - 9日：兼子の新型コロナウイルス感染に伴う代理として、7日は庭野ほのか、8日は熊谷明美、9日は油野が出演。
- 2023年11月22 - 24日：油野の代理として、兼子が出演。

過去のレギュラー出演者
- 熊谷明美（STVアナウンサー）：
  - 2016年4月4日 - 2017年2月24日、月 - 金曜日担当。産休のため降板。
  - 2018年4月5日 - 2021年3月26日、木・金曜日担当。
  - 2021年9月1日・2日、2022年11月23・24日・12月8日、兼子の代演。
- 高山幸代（STVアナウンサー）：2017年2月27日 - 2020年9月23日、月 - 水曜日担当。
- 林美玖（STVアナウンサー／当時）：2017年3月3日 - 2018年3月30日、金曜日担当。結婚退社の為降板。
- 谷口いくみ　：2020年9月28日 - 2021年3月24日、月 - 水曜日担当。
- 久保朱莉（STVアナウンサー／当時）：
  - 2021年8月26日、番組関係者の新型コロナウイルス感染に伴う代演。
  - 2021年11月22日・2022年7月8日、兼子の代演。
  - 2022年3月28日 − 9月20日、月・火曜日担当。退社のため降板。
- 庭野ほのか（STVアナウンサー）：
  - 2022年9月26日 - 2023年3月28日、月・火曜日担当。
  - 2022年11月25日・12月7日、兼子の代演。
- 兼子真衣（STVアナウンサー）：
  - 2023年4月3日 - 2024年3月26日 、月 - 火曜日担当。
  - 2022年3月30日 - 2023年3月31日、水 - 金曜日担当。
  - 2021年3月29日 - 2022年3月25日、月 - 金曜日担当。
- 浅野一弘（札幌大学教授／当時）[2]：2018年4月6日 - 2020年3月27日、金曜日のコーナー「THE浅野流」に出演。
- 吉川のりお（STVアナウンサー）：
  - 2019年4月1日 - 2021年3月25日、月 - 木曜日の16時台担当。
  - 2021年8月25日、番組関係者の新型コロナウイルス感染に伴う代演（13・14時台のみ）。
- ケンタ（北海道LGBTネットワーク代表）：
  - 2019年7月25日、パーソナリティシャッフルDAY!（番組毎にパーソナリティが入れ替わる企画）により15時台のみ担当。
  - 2020年4月3日 - 2021年3月26日、金曜日14・16時台担当。
- おかゆ（シンガーソングライター）：2020年4月3日 - 9月25日、金曜日のコーナー「おかゆのほっかいどう流し旅」に出演。
- 村岡啓介（FMおたる パーソナリティ）：
  - 2017年7月5日 - 2020年9月26日、水曜日のコーナー「まるごと! Otaru海だより」に出演。
  - 2021年8月26日、番組関係者の新型コロナウイルス感染に伴う代演。
  - 2022年3月14日、佐々木のリフレッシュ休暇に伴う代演。
- 井上公造（芸能リポーター）：電話出演。本人が出演できない場合は「井上公造軍団」と称する、同氏が経営する事務所に所属している芸能レポーターが電話出演。

## 主なコーナー
オープニングトーク
身の回りに起きたことなど、パーソナリティの2人による、フリートークコーナー。
昼なに食った?（13時台）
2025年度からの新コーナー。番組冒頭でリスナーからの今日食べた昼食を紹介。
まるごと!トピックス（13：10頃）
社会、政治、芸能、スポーツ等から気になる出来事を伝え、パーソナリティの2人がコメントを述べる。後半「今日のたくおチョイス」の新聞記事からピックアップする。
しろっぷ、36号線のまるごと中継（14：40頃）
お笑いコンビのしろっぷ、36号線が主に札幌近辺の商店や企業、働く女性や通行人の女性を紹介する外中継コーナー。
アブラカタブラ（15時台）
X（エックス）で話題になったネタを日替わりのテーマごとに紹介する。
4時の札幌時計台の鐘（16：00）
16時は正時の時報音に代わって、札幌時計台の鐘の音を生中継する。当番組が16時終了時も札幌時計台の鐘を放送し、16時台の次の番組（「情報アライブ」、「吉川のりお スーパーLIVE」）に繋いでいた。
今朝丸ごと中継（月曜 - 水曜16時台）
元ランラン号の今朝丸仁美による外中継コーナー。
まるごと!リサーチ（16：05頃）
日替わりのメッセージ テーマを募集して、番組宛に届いたリスナーのメールを紹介する。
2023年10月からの16時台再拡大後は16：05頃に放送。16時台に当コーナー放送中並び16時半頃の道路交通情報放送後には、「あなたにハッピー・メロディ」（ニッポン放送制作）で放送されるCMのみをネット受けする。
ゲストコーナー（不定期）
主にアーティストをゲストに迎えてトークするコーナー。
中央競馬実況中継
放送日が祝日または土日のレースが悪天候で平日に順延になった場合やホープフルステークス・中山金杯・京都金杯開催日など、中央競馬の重賞レースが開催される場合は、番組中に中継が挟まれる。2021年 - 2023年9月まで、結果と払戻金についてはスーパーLIVEにて放送。
この他にも、STVニュース、道路交通情報、天気予報、リクエスト曲、ラジオショッピング、インフォマーシャルなどを放送している。

### 過去のコーナー
まるごと! ミュージック（15時台前半）
日替りのテーマでリクエストを募集・紹介する。月 - 木曜日はテーマを設定し、金曜日は「今週のゴメソン～ごめんね、かけられなくて～」として、その週のテーマリクエスト日の選曲から漏れたリクエストから改めて選曲する。
ランラン まるごとレポート（15：35頃）
ランラン号のキャスタードライバーが、札幌近辺の商店や企業の紹介を中継するコーナー。曜日によってはランバダのメロディーに合わせ、中継先企業と商店の紹介をすることがあった。
氷川きよし節（文化放送制作、15：45頃 - 15：55頃）
2017年10月2日から15：03頃 - 15：13頃より放送。2018年4月2日より15：45頃に移動。
2017年9月29日までは工藤じゅんきの十人十色に内包して放送していた。氷川きよし 限界突破RADIOに変更した2021年4月からは再び工藤じゅんきの十人十色に内包して放送。
洋二と明石の無口な二人（月 - 金曜日 13：40 - 13：50）
木村洋二（STVラジオ取締役 エグゼクティブ アナウンサー）と明石英一郎（札幌映像プロダクション専務取締役 エグゼクティブ アナウンサー）がパーソナリティを務めるラジオ番組。
まるごと2時の匿名ミーティング
身近な出来事、その日に起きたニュース、生出演するゲストなどから決めたテーマについて、リスナーから匿名で寄せられた メッセージを紹介するコーナー。2016年度で、コーナー終了。
まるごと! ネーミングライツ
店舗の商品名などに番組名の一部である「まるごと!」を冠したネーミングの採用を促す。ネーミング企画に参加すると認定ステッカーを進呈するとともに、番組内でも認定店の紹介を行う。2016年頃に実施。
3時のおやつ、3時のおやじ
パーソナリティ2人が、新製品のスイーツやお菓子を食べて紹介するコーナー。
まるごと ファイターズ
北海道日本ハムファイターズ情報のコーナー。当日のファイターズ戦が札幌ドームの場合、中継担当のSTVアナウンサーが最新情報を伝える。
おかゆのほっかいどう流し旅（金曜）
北海道出身のシンガー・おかゆによる金曜15時台のコーナー。
まるごと! Otaru海だより（水曜）
FMおたるパーソナリティの村岡啓介が小樽の情報を発信するコーナー。当コーナー終了後の2020年11月より、村岡は日曜午後のワイド番組『村岡啓介 フリースタイルサンデー』を担当した。
ケンタイム!（金曜 14：00頃）
毎週土曜21:30のレギュラー番組『Knock on the Rainbow』パーソナリティ、ケンタがLGBTに関する疑問や話題を紹介する金曜放送のコーナー。
聖ヨウジ学園（月 - 金　13：40 - 13：50／2021年9月27日 - 2022年3月25日）
木村洋二（STVラジオ取締役エグゼクティブアナウンサー）が学園長役、2021年入社の新人アナウンサー油野純帆（STVアナウンサー）が生徒会長役を務め、北海道の魅力を探る番組。ただしガチガチの教育番組ではない。
ようじのぢかん（13：40 - 13：50）
木村洋二（STVラジオ取締役→常務取締役エグゼクティブアナウンサー）がパーソナリティを務めるトークコーナー。2022年3月28日開始、2023年10月より単独番組化。
スポーツ伝説（ニッポン放送制作、16：45頃 - 16：53頃、2025年3月27日終了）
2018 - 22年度並び2023年10月2日より。2017年度までは単独番組として平日21：50より放送された。2021年度から2023年9月まではスーパーLIVEに内包して放送していたが、2023年10月から再度放送時間拡大に伴い、再び当番組に内包。
ニュースパレード（文化放送制作、月曜17：00 - 17：15頃）
2023年10月2日より、月曜のみ内包して放送。火曜から金曜までは独立番組として放送。2021年度から2023年9月まではスーパーLIVEに内包して放送された。

## テーマ曲
- ジョーン・ジェット & ザ・ブラックハーツ『Dirty Deeds （Extended Version）』（2019年4月 - ）

以前、番組内の他に前時間帯に放送されている工藤じゅんきの十人十色内で行われていた放送予告時にも流れた事があった。
過去
- The Rubettes『Sugar Baby Love』
- ザ・ベンチャーズ『Sha La La』

## 公開生放送
- イオンモール苫小牧（2016年4月29日放送）
- サッポロファクトリー（2016年7月18日放送）
- 門別競馬場（2016年9月22日放送）
  - 当日の第1レースは「株式会社STVラジオ協賛 まるごと！エンタメ〜賞」という冠レースを実施した。